# Manuele Labate
Manuele Labate (Roma, 9 febbraio 1983) è un ex attore italiano, in attività dal 1998 al 2015.

## Biografia
Nel 1998 debutta come attore partecipando al telefilm Un medico in famiglia trasmesso da Rai 1, nel quale interpreta il ruolo di Alberto Foschi, personaggio presente nel cast regolare per alcune stagioni.
Nel 2000 lavora in teatro, come coprotagonista nello spettacolo Beautiful Thing, regia di Bruno Montefusco, con Pamela Prati.
Nel 2001 interpreta il ruolo di Walter Bassetti nella serie TV in onda su Canale 5, Il bello delle donne, e quello di un gendarme tedesco nella miniserie televisiva in quattro puntate Storia di guerra e d'amicizia, regia di Fabrizio Costa. Nel 2002 e nel 2006 interpreta Andrea nella fiction televisiva L'ultimo rigore, diretta da Sergio Martino e trasmessa da Rai 2.
Dopo aver fatto un'esperienza in un reality show come concorrente de Il ristorante (2005), condotto da Antonella Clerici, nel 2007 torna su Rai 1 partecipando alla seconda stagione di Provaci ancora prof, diretta da Rossella Izzo.
Nel 2008 è tra gli interpreti principali della miniserie di Canale 5 Il sangue e la rosa, diretta da Salvatore Samperi, Luigi Parisi e Luciano Odorisio. Tra il 2008 e il 2009 torna a recitare in teatro, partecipando allo spettacolo Fiesta, regia di Roberto Biondi, con Fabio Canino.
Nel 2011 è nuovamente su Rai 1 con la settima stagione di Un medico in famiglia, che per lui è l'ultima. Nel 2015 interpreta un personaggio minore nella fiction Sfida al cielo - La narcotici 2, dopodiché abbandona definitivamente l'attività da attore per dedicarsi all'attività di artigiano e tatuatore.

## Carriera

### Teatro
- Beautiful Thing, regia di Bruno Montefusco (2000)
- Fiesta, regia di Roberto Biondi (2008-2009)

### Televisione
- Un medico in famiglia, registi vari (1998-2007, 2011)
- Il bello delle donne, regia di Lidia Montanari, Luigi Parisi, Maurizio Ponzi e Giovanni Soldati (2001)
- Storia di guerra e d'amicizia, regia di Fabrizio Costa (2001)
- L'ultimo rigore, regia di Sergio Martino (2002)
- L'ultimo rigore 2, regia di Sergio Martino (2006)
- Provaci ancora prof 2, regia di Rossella Izzo - Episodio: Dietro la porta (2007)
- Il sangue e la rosa, regia di Salvatore Samperi, Luigi Parisi e Luciano Odorisio (2008)
- Sfida al cielo - La narcotici 2, regia di Michele Soavi (2015)